# Mexicaans paard
Het Mexicaans paard (Equus conversidens, synoniemen: Equus alaskae, Equus semiplicatus) is een uitgestorven paardachtige die in het Pleistoceen leefde in Noord-Amerika.

## Kenmerken
Het Mexicaans paard was een vrij klein, stevig gebouwd paard. Het had een kop-romplengte van 210 tot 240 centimeter, een staartlengte van 45 tot 55 centimeter, een schofthoogte van 130 tot 140 centimeter en een gewicht van 200 tot 300 kilogram. De benen waren slank en stelden het dier in staat snel te rennen. De manen waren waarschijnlijk vrij kort, net als bij alle andere wilde paarden.

## Leefwijze
Het Mexicaans paard leefde in het Pleistoceen samen met verschillende andere paardensoorten, zoals Onohippidium, Hippidion en Amerhippus. Het was een dagactief dier dat leefde in familiegroepen, bestaande uit meerdere merries en een dominante hengst. Deze drie primitievere soorten voedden zich zowel met bladeren van bomen en struiken als met grassen, terwijl het Mexicaans paard een meer gespecialiseerde grazer was.

## Uitsterven
Ongeveer elfduizend tot negenduizend jaar geleden stierven alle paardachtigen op het Amerikaanse continent uit, wellicht door een epidemische dodelijke ziekte. Ze keerden pas terug in de zestiende eeuw, toen de conquistadores begonnen met de kolonisatie van Amerika en Iberische paarden meebrachten, evenals verschillende soorten ezels van het Iberisch schiereiland.

## Fossielen
Fossielen van deze soort zijn bekend uit Canada, de Verenigde Staten, Mexico, El Salvador, Costa Rica en Panama.